# Телевидение и радиовещание
«Телевидение и радиовещание» («Телевидение. Радиовещание») — издававшийся с 1952 по 1992 год ежемесячный советский литературно-критический и теоретический иллюстрированный журнал, орган Гостелерадио СССР.
В 1952—1956 годах выходил как бюллетень «В помощь местному радиовещанию», в 1957—1970 годах — журнал «Советское радио и телевидение», в 1970—1989 годах — под названием «Телевидение. Радиовещание», в 1989—1991 годах — «Телевидение и радиовещание», в 1991—1992 годах — «Телерадиоэфир».
На страницах журнала освещались проблемы развития телевидения и радиовещания как средств массовой информации, вопросы взаимовлияния телевидения и различных видов искусства, публиковались рецензии на телефильмы, интервью с телережиссёрами и телесценаристами, актёрами и эстрадными исполнителями, задействованными в телепостановках и телепрограммах, велась рубрика с письмами телезрителей. 

Журнал «Телевидение и радиовещание» выходит уже почти 25 лет. Его страницы запечатлели историю советского телевидения и радиовещания, становление программ, опыт ведущих мастеров эфира.— Распространение печати. — М., 1976. — № ??. — С. 43.